# Paavo Lumme
Paavo Olavi Lumme, född 2 augusti 1923 i Helsingfors, död 9 februari 2005, var en finländsk kemist. 
Lumme blev student 1942, filosofie kandidat 1949, filosofie magister 1950 samt filosofie licentiat och filosofie doktor i Helsingfors 1956. Han var vid Helsingfors universitet assistent 1950–1960, docent 1958–1960 och 1966–1976, tillförordnad biträdande professor i kemi 1958–1960, biträdande professor 1960–1966 och professor i oorganisk kemi 1976–1990. Vid Jyväskylä universitet var han tillförordnad professor 1965–1966 och professor i kemi 1966–1976. Han har skrivit artiklar inom fysikalisk och oorganisk kemi och invaldes som ledamot av Finska Vetenskapsakademien 1973.